# Europese kampioenschappen zwemsporten 2010
De Europese kampioenschappen zwemmen 2010 werden gehouden van 4 tot en met 15 augustus 2010 in de Hongaarse hoofdstad Boedapest. In Boedapest vonden eerder de Europese kampioenschappen van 1926, 1958 en 2006 plaats.
De kampioenschappen werden gehouden op het Alfréd Hajós zwemcomplex, gelegen op het Margaretha-eiland in Boedapest, met uitzondering van het openwaterzwemmen dat plaatsvond in het Balatonmeer bij Balatonfüred. Het complex is vernoemd naar de zwemmer uit Boedapest die de eerste olympisch kampioen op de 100 meter vrije slag werd in 1896 in Athene.

## Wedstrijdkalender
| Augustus         | 4 | 5 | 6 | 7 | 8 | 9 | 10 | 11 | 12 | 13 | 14 | 15 | T  |
| ---------------- | - | - | - | - | - | - | -- | -- | -- | -- | -- | -- | -- |
| Ceremonies       |   | O |   |   |   |   |    |    |    |    |    | S  |    |
| Zwemmen          |   |   |   |   |   | 4 | 5  | 5  | 7  | 4  | 7  | 8  | 40 |
| Openwaterzwemmen | 2 | 2 | 1 | 1 | 1 |   |    |    |    |    |    |    | 7  |
| Schoonspringen   |   |   |   |   |   |   | 1  | 1  | 2  | 2  | 2  | 2  | 10 |
| Synchroonzwemmen |   |   |   | 2 | 2 |   |    |    |    |    |    |    | 4  |
| Finales          | 2 | 2 | 1 | 3 | 3 | 4 | 6  | 6  | 9  | 6  | 9  | 10 | 61 |

## Zwemmen

### Mannen
| Onderdeel            | Goud                                                                          | Goud         | Zilver                                                                       | Zilver   | Brons                                                                                | Brons    |
| -------------------- | ----------------------------------------------------------------------------- | ------------ | ---------------------------------------------------------------------------- | -------- | ------------------------------------------------------------------------------------ | -------- |
| Vrije slag           |                                                                               |              |                                                                              |          |                                                                                      |          |
| 50 m                 | Frédérick Bousquet Frankrijk                                                  | 21,49        | Stefan Nystrand Zweden                                                       | 21,69    | Fabien Gilot Frankrijk                                                               | 21,76    |
| 100 m                | Alain Bernard Frankrijk                                                       | 48,49        | Jevgeni Lagoenov Rusland                                                     | 48,52    | William Meynard Frankrijk                                                            | 48,56    |
| 200 m                | Paul Biedermann Duitsland                                                     | 1.46,06      | Nikita Lobintsev Rusland                                                     | 1.46,51  | Sebastiaan Verschuren Nederland                                                      | 1.46,91  |
| 400 m                | Yannick Agnel Frankrijk                                                       | 3.46,17      | Paul Biedermann Duitsland                                                    | 3.46,30  | Gergő Kis Hongarije                                                                  | 3.48,14  |
| 800 m                | Sébastien Rouault Frankrijk                                                   | 7.48,28 CR   | Christian Kubusch Duitsland                                                  | 7.49,12  | Samuel Pizzetti Italië                                                               | 7.49,94  |
| 1500 m               | Sébastien Rouault Frankrijk                                                   | 14.55,17     | Pál Joensen Faeröer                                                          | 14.56,90 | Samuel Pizzetti Italië                                                               | 14.59,76 |
| Rugslag              |                                                                               |              |                                                                              |          |                                                                                      |          |
| 50 m                 | Camille Lacourt Frankrijk                                                     | 24,07 CR     | Liam Tancock Verenigd Koninkrijk                                             | 24,70    | Guy Barnea Israël                                                                    | 25,04    |
| 100 m                | Camille Lacourt Frankrijk                                                     | 52,11 ER, CR | Jérémy Stravius Frankrijk                                                    | 53,44    | Liam Tancock Verenigd Koninkrijk                                                     | 53,86    |
| 200 m                | Stanislav Donets Rusland                                                      | 1.57,18      | Markus Rogan Oostenrijk                                                      | 1.57,31  | Benjamin Stasiulis Frankrijk                                                         | 1.57,37  |
| Schoolslag           |                                                                               |              |                                                                              |          |                                                                                      |          |
| 50 m                 | Fabio Scozzoli Italië                                                         | 27,38        | Dragos Agache Roemenië                                                       | 27,47    | Lennart Stekelenburg Nederland                                                       | 27,51    |
| 100 m                | Alexander Dale Oen Noorwegen                                                  | 59,20 CR     | Hugues Duboscq Frankrijk                                                     | 1.00,15  | Fabio Scozzoli Italië                                                                | 1.00,41  |
| 200 m                | Dániel Gyurta Hongarije                                                       | 2.08,95 CR   | Alexander Dale Oen Noorwegen                                                 | 2.09,68  | Hugues Duboscq Frankrijk                                                             | 2.11,03  |
| Vlinderslag          |                                                                               |              |                                                                              |          |                                                                                      |          |
| 50 m                 | Rafael Muñoz Spanje                                                           | 23,17        | Frédérick Bousquet Frankrijk                                                 | 23,41    | Jevgeni Korotysjkin Rusland                                                          | 23,43    |
| 100 m                | Jevgeni Korotysjkin Rusland                                                   | 51,73 CR     | Joeri Verlinden Nederland                                                    | 51,82    | Konrad Czerniak Polen                                                                | 52,16    |
| 200 m                | Paweł Korzeniowski Polen                                                      | 1.55,00      | Nikolaj Skvortsov Rusland                                                    | 1.56,13  | Ioannis Drymonakos Griekenland                                                       | 1.57,10  |
| Wisselslag           |                                                                               |              |                                                                              |          |                                                                                      |          |
| 200 m                | László Cseh Hongarije                                                         | 1.57,73 CR   | Markus Rogan Oostenrijk                                                      | 1.58,03  | Joe Roebuck Verenigd Koninkrijk                                                      | 1.59,46  |
| 400 m                | László Cseh Hongarije                                                         | 4.10,95      | David Verrasztó Hongarije                                                    | 4.12,96  | Gal Nevo Israël                                                                      | 4.15,10  |
| Vrije slag estafette |                                                                               |              |                                                                              |          |                                                                                      |          |
| 4×100 m              | Rusland Jevgeni Lagoenov Andrej Gretsjin Nikita Lobintsev Danila Izotov       | 3.12,46 CR   | Frankrijk Fabien Gilot Yannick Agnel William Meynard Alain Bernard           | 3.13,29  | Zweden Stefan Nystrand Lars Frölander Robin Andreasson Jonas Persson                 | 3.15,07  |
| 4×200 m              | Rusland Nikita Lobintsev Danila Izotov Sergej Peroenin Aleksandr Soechoroekov | 7.06,71 CR   | Duitsland Paul Biedermann Tim Wallburger Robin Backhaus Clemens Rapp         | 7.08,13  | Frankrijk Yannick Agnel Clément Lefert Antton Harambouré Jérémy Stravius             | 7.09,70  |
| Wisselslagestafette  |                                                                               |              |                                                                              |          |                                                                                      |          |
| 4×100 m              | Frankrijk Camille Lacourt Hugues Duboscq Frédérick Bousquet Fabien Gilot      | 3.31,32 CR   | Rusland Stanislav Donets Roman Sloednov Jevgeni Korotysjkin Jevgeni Lagoenov | 3.33,29  | Nederland Nick Driebergen Lennart Stekelenburg Joeri Verlinden Sebastiaan Verschuren | 3.33,99  |

### Vrouwen
| Onderdeel            | Goud                                                                         | Goud       | Zilver                                                                           | Zilver   | Brons                                                                           | Brons    |
| -------------------- | ---------------------------------------------------------------------------- | ---------- | -------------------------------------------------------------------------------- | -------- | ------------------------------------------------------------------------------- | -------- |
| Vrije slag           |                                                                              |            |                                                                                  |          |                                                                                 |          |
| 50 m                 | Therese Alshammar Zweden                                                     | 24,45      | Hinkelien Schreuder Nederland                                                    | 24,66    | Francesca Halsall Verenigd Koninkrijk                                           | 24,67    |
| 100 m                | Francesca Halsall Verenigd Koninkrijk                                        | 53,58      | Aleksandra Gerasimenia Wit-Rusland                                               | 53,82    | Femke Heemskerk Nederland                                                       | 54,12    |
| 200 m                | Federica Pellegrini Italië                                                   | 1.55,45 CR | Silke Lippok Duitsland                                                           | 1.56,98  | Ágnes Mutina Hongarije                                                          | 1.57,12  |
| 400 m                | Rebecca Adlington Verenigd Koninkrijk                                        | 4.04,55    | Ophélie-Cyrielle Etienne Frankrijk                                               | 4.05,40  | Lotte Friis Denemarken                                                          | 4.07,10  |
| 800 m                | Lotte Friis Denemarken                                                       | 8.23,27    | Ophélie-Cyrielle Etienne Frankrijk                                               | 8.24,00  | Federica Pellegrini Italië                                                      | 8.24,99  |
| 1500 m               | Lotte Friis Denemarken                                                       | 15.59,13   | Grainne Murphy Ierland                                                           | 16.02,29 | Erika Villaécija Spanje                                                         | 16.05,08 |
| Rugslag              |                                                                              |            |                                                                                  |          |                                                                                 |          |
| 50 m                 | Aleksandra Gerasimenia Wit-Rusland                                           | 27,64 CR   | Daniela Samulski Duitsland                                                       | 27,99    | Mercedes Peris Spanje                                                           | 28,01    |
| 100 m                | Gemma Spofforth Verenigd Koninkrijk                                          | 59,80      | Elizabeth Simmonds Verenigd Koninkrijk                                           | 1.00,19  | Jenny Mensing Duitsland                                                         | 1.00,72  |
| 200 m                | Elizabeth Simmonds Verenigd Koninkrijk                                       | 2.07,04    | Gemma Spofforth Verenigd Koninkrijk                                              | 2.08,25  | Duane da Rocha Spanje                                                           | 2.10,46  |
| Schoolslag           |                                                                              |            |                                                                                  |          |                                                                                 |          |
| 50 m                 | Joelia Jefimova Rusland                                                      | 30,29 CR   | Kate Haywood Verenigd Koninkrijk                                                 | 31,12    | Jennie Johansson Zweden                                                         | 31,24    |
| 100 m                | Joelia Jefimova Rusland                                                      | 1.06,32 CR | Rikke Møller Pedersen Denemarken Jennie Johansson Zweden                         | 1.07,36  |                                                                                 |          |
| 200 m                | Anastasia Chaun Rusland                                                      | 2.23,50 CR | Sara Nordenstam Noorwegen                                                        | 2.24,42  | Rikke Møller Pedersen Denemarken                                                | 2.24,99  |
| Vlinderslag          |                                                                              |            |                                                                                  |          |                                                                                 |          |
| 50 m                 | Therese Alshammar Zweden                                                     | 25,63      | Jeanette Ottesen Denemarken                                                      | 25,69    | Mélanie Henique Frankrijk                                                       | 26,09    |
| 100 m                | Sarah Sjöström Zweden                                                        | 57,32      | Francesca Halsall Verenigd Koninkrijk                                            | 57,40    | Therese Alshammar Zweden                                                        | 57,80    |
| 200 m                | Katinka Hosszú Hongarije                                                     | 2.06,71    | Zsuzsanna Jakabos Hongarije                                                      | 2.07,06  | Ellen Gandy Verenigd Koninkrijk                                                 | 2.07,54  |
| Wisselslag           |                                                                              |            |                                                                                  |          |                                                                                 |          |
| 200 m                | Katinka Hosszú Hongarije                                                     | 2.10,09 CR | Evelyn Verrasztó Hongarije                                                       | 2.10,10  | Hannah Miley Verenigd Koninkrijk                                                | 2.10,89  |
| 400 m                | Hannah Miley Verenigd Koninkrijk                                             | 4.33,09 CR | Katinka Hosszú Hongarije                                                         | 4.36,43  | Zsuzsanna Jakabos Hongarije                                                     | 4.37,92  |
| Vrije slag estafette |                                                                              |            |                                                                                  |          |                                                                                 |          |
| 4×100 m              | Duitsland Daniela Samulski Silke Lippok Lisa Vitting Daniela Schreiber       | 3.37,72    | Verenigd Koninkrijk Amy Smith Francesca Halsall Jessica Sylvester Joanne Jackson | 3.38,57  | Zweden Josefin Lillhage Therese Alshammar Sarah Sjöström Gabriella Fagundez     | 3.38,81  |
| 4×200 m              | Hongarije Ágnes Mutina Eszter Dara Katinka Hosszú Evelyn Verrasztó           | 7.52,49    | Frankrijk Coralie Balmy Ophélie-Cyrielle Etienne Margaux Farrell Camille Muffat  | 7.52,69  | Verenigd Koninkrijk Rebecca Adlington Jazmin Carlin Hannah Miley Joanne Jackson | 7.55,29  |
| Wisselslagestafette  |                                                                              |            |                                                                                  |          |                                                                                 |          |
| 4×100 m              | Verenigd Koninkrijk Gemma Spofforth Kate Haywood Francesca Halsall Amy Smith | 3.59,72    | Zweden Henriette Stenkvist Joline Höstman Therese Alshammar Sarah Sjöström       | 4.01,18  | Duitsland Jenny Mensing Caroline Ruhnau Daniela Samulski Silke Lippok           | 4.03,22  |

## Openwaterzwemmen

### Mannen
| Onderdeel | Goud                  | Goud      | Zilver                     | Zilver    | Brons                                                | Brons     |
| --------- | --------------------- | --------- | -------------------------- | --------- | ---------------------------------------------------- | --------- |
| 5 km      | Luca Ferretti Italië  | 58.43,4   | Simone Ercoli Italië       | 59.00,5   | Simone Ruffini Italië Spyridon Giannotis Griekenland | 59.15,1   |
| 10 km     | Thomas Lurz Duitsland | 1:54.22,5 | Valerio Cleri Italië       | 1:54.24,8 | Jevgeni Drattsev Rusland                             | 1:54.26,6 |
| 25 km     | Valerio Cleri Italië  | 5:16.38,3 | Bertrand Venturi Frankrijk | 5:16.54,7 | Joanes Hedel Frankrijk                               | 5:18.57,6 |

### Vrouwen
| Onderdeel | Goud                            | Goud      | Zilver                        | Zilver    | Brons                         | Brons     |
| --------- | ------------------------------- | --------- | ----------------------------- | --------- | ----------------------------- | --------- |
| 5 km      | Jekaterina Seliverstova Rusland | 1:02.34,7 | Kalliopi Araouzou Griekenland | 1:02.37,3 | Marianna Lymperta Griekenland | 1:02.41,3 |
| 10 km     | Linsy Heister Nederland         | 2:01.06,7 | Giorgia Consiglio Italië      | 2:01.07,6 | Angela Maurer Duitsland       | 2:01.08,2 |
| 25 km     | Olga Beresnjeva Oekraïne        | 5:48.10,2 | Angela Maurer Duitsland       | 5:48.10,3 | Martina Grimaldi Italië       | 5:48.30,8 |

### Gemengd
| Onderdeel            | Goud                                                               | Goud  | Zilver                                            | Zilver  | Brons                                                      | Brons   |
| -------------------- | ------------------------------------------------------------------ | ----- | ------------------------------------------------- | ------- | ---------------------------------------------------------- | ------- |
| Landenwedstrijd 5 km | Griekenland Kalliopi Araouzou Antonios Fokaidis Spyridon Giannotis | 59.03 | Italië Rachele Bruni Simone Ercoli Simone Ruffini | 59.55,6 | Rusland Sergej Bolsjakov Anna Goeseva Danila Serebrennikov | 59.59,5 |

## Schoonspringen

### Mannen
| Onderdeel   | Goud                                    | Goud   | Zilver                                  | Zilver | Brons                                        | Brons  |
| ----------- | --------------------------------------- | ------ | --------------------------------------- | ------ | -------------------------------------------- | ------ |
| Individueel |                                         |        |                                         |        |                                              |        |
| 1 m plank   | Illja Kvasja Oekraïne                   | 433,90 | Patrick Hausding Duitsland              | 430,25 | Javier Illana Spanje                         | 414,35 |
| 3 m plank   | Patrick Hausding Duitsland              | 463,20 | Ilja Zacharov Rusland                   | 458,15 | Jevgeni Koeznetsov Rusland                   | 455,80 |
| 10 m toren  | Sascha Klein Duitsland                  | 534,85 | Patrick Hausding Duitsland              | 516,45 | Vadim Kaptoer Wit-Rusland                    | 515,80 |
| Synchroon   |                                         |        |                                         |        |                                              |        |
| 3 m plank   | Illja Kvasja Oleksij Prygorov Oekraïne  | 431,67 | Stephan Feck Patrick Hausding Duitsland | 427,95 | Dmitria Saoetin Joeri Koenakov Rusland       | 410,43 |
| 10 m toren  | Sascha Klein Patrick Hausding Duitsland | 478,11 | Victor Minibajev Ilja Zacharov Rusland  | 466,95 | Timofei Horditsjik Vadim Kaptoer Wit-Rusland | 426,03 |

### Vrouwen
| Onderdeel   | Goud                                       | Goud   | Zilver                                       | Zilver | Brons                                                | Brons  |
| ----------- | ------------------------------------------ | ------ | -------------------------------------------- | ------ | ---------------------------------------------------- | ------ |
| Individueel |                                            |        |                                              |        |                                                      |        |
| 1 m plank   | Tania Cagnotto Italië                      | 299,70 | Anna Lindberg Zweden                         | 293,70 | Anastasia Pozdnjakova Rusland                        | 282,65 |
| 3 m plank   | Nadezjda Bazjina Rusland                   | 324,10 | Anastasia Pozdnjakova Rusland                | 316,40 | Nóra Barta Hongarije                                 | 291,75 |
| 10 m toren  | Christin Steuer Duitsland                  | 354,50 | Noemi Batki Italië                           | 343,80 | Joelia Koltoenova Rusland                            | 340,45 |
| Synchroon   |                                            |        |                                              |        |                                                      |        |
| 3 m plank   | Tania Cagnotto Francesca Dallapé Italië    | 327,90 | Olena Fedorova Anna Pysmenska Oekraïne       | 312,00 | Anastasia Pozdnjakova Svetlana Filippova Rusland     | 307,50 |
| 10 m toren  | Christin Steuer Nora Subschinski Duitsland | 319,68 | Joelia Prokoptsjoek Alina Chaplenko Oekraïne | 306,30 | Monique Gladding Megan Sylvester Verenigd Koninkrijk | 300,66 |

## Synchroonzwemmen
| Onderdeel  | Goud | Goud   | Zilver | Zilver | Brons | Brons  |
| ---------- | --- | ------ | --- | ------ | --- | ------ |
| Solo       | Natalja Isjtsjenko Rusland | 98,900 | Andrea Fuentes Spanje | 96,600 | Lolita Ananasova Oekraïne | 93,000 |
| Duet       | Rusland Natalja Isjtsjenko Svetlana Romasjina | 98,700 | Spanje Ona Carbonell Andrea Fuentes | 96,700 | Oekraïne Daria Iushko Xenia Sidorenko | 93,400 |
| Team       | Rusland Natalja Isjtsjenko Elvira Khasyanova Daria Korobova Aleksandra Patskevich Svetlana Romasjina Alla Shishkina Angelika Timanina Aleksandra Zueva                                  | 99,000 | Spanje Clara Basiana Alba María Cabello Ona Carbonell Margalida Crespí Andrea Fuentes Thaïs Henríquez Paula Klamburg Cristina Salvador                                   | 96,900 | Oekraïne Lolita Ananasova Inga Giller Olena Grechykhina Yuliya Maryanko Oleksandra Sabada Kateryna Sadurska Kseniya Sydorenko Anna Voloshyna                               | 92,800 |
| Combinatie | Rusland Anastasia Jermakova Natalja Isjtsjenko Elvira Khasyanova Daria Korobova Olga Kuzhela Aleksandra Patskevich Svetlana Romasjina Alla Shishkina Angelika Timanina Aleksandra Zueva | 98,300 | Spanje Clara Basiana Alba María Cabello Ona Carbonell Margalida Crespí Andrea Fuentes Thaïs Henríquez Paula Klamburg Irene Montrucchio Irina Rodríguez Cristina Salvador | 97,000 | Oekraïne Lolita Ananasova Inga Giller Olena Grechykhina Daria Iushko Olha Kondrashova Yuliya Maryanko Oleksandra Sabada Kateryna Sadurska Kseniya Sydorenko Anna Voloshyna | 94,100 |

## Medaillespiegel
| Plaats | Land                | Goud | Zilver | Brons | Totaal |
| 1      | Rusland             | 13   | 7      | 8     | 28     |
| 2      | Duitsland           | 8    | 9      | 3     | 20     |
| 3      | Frankrijk           | 8    | 8      | 7     | 23     |
| 4      | Verenigd Koninkrijk | 6    | 6      | 7     | 19     |
| 5      | Italië              | 6    | 5      | 6     | 17     |
| 6      | Hongarije           | 6    | 4      | 4     | 14     |
| 7      | Zweden              | 3    | 4      | 4     | 11     |
| 8      | Oekraïne            | 3    | 2      | 4     | 9      |
| 9      | Denemarken          | 2    | 2      | 2     | 6      |
| 10     | Spanje              | 1    | 4      | 4     | 9      |
| 11     | Nederland           | 1    | 2      | 4     | 7      |
| 12     | Noorwegen           | 1    | 2      | 0     | 3      |
| 13     | Griekenland         | 1    | 1      | 3     | 5      |
| 14     | Wit-Rusland         | 1    | 1      | 2     | 4      |
| 15     | Polen               | 1    | 0      | 1     | 2      |
| 16     | Oostenrijk          | 0    | 2      | 0     | 2      |
| 17     | Faeröer             | 0    | 1      | 0     | 1      |
| 17     | Ierland             | 0    | 1      | 0     | 1      |
| 17     | Roemenië            | 0    | 1      | 0     | 1      |
| 20     | Israël              | 0    | 0      | 2     | 2      |
| Totaal | Totaal              | 61   | 62     | 61    | 184    |